# 高雄市立高雄高級商業職業學校
高雄市立高雄高級商業職業學校（KSCHS；常用縮寫：KSVCS）是一所公立技術型高級中等學校，目前科系除了商管群以外，亦設有設計群相關科系（如：廣告設計科），位於臺灣高雄市新興區。一般簡稱其為雄商或高雄高商。建校於於1937年（昭和12年）4月，當時名稱為高雄州立高雄商業學校。

## 雄商校史
- 高雄高商創校於1937年4月，名為「高雄州立高雄商業學校」。
- 1945年二戰後，改名為「臺灣省立高雄商業職業學校」。
- 1956年8月，奉准在高雄縣鳳山鎮設立鳳山分部（今鳳山商工）。
- 1967年，設立附設商業職業補習學校。
- 1968年，試辦分科教學，設綜合商業科、會計統計科、文書事務科及廣告設計科；停招初中部。
- 1970年，省政府教育廳實施省辦高中，縣市辦初中政策，改制為「臺灣省立高雄高級商業職業學校」。
- 1971年10月設立附設空中高級商業職業補校。
- 1974年增設國際貿易事務科。
- 1978年，附設空中補校停辦。
- 1979年7月，高雄市改制為院轄市，高雄高商奉命改隸為「高雄市立高雄高級商業職業學校」。附設補校專辦高級部。
- 1988年增設資料處理科，原綜合商業科改名為商業經營科，會計統計科改名會計事務科。
- 1994年補校增設資料處理科、國際貿易事務科、會計事務科。
- 1995年8月，首次招收普通高中二班、體育班一班。
- 1996年8月，奉教育部令試辦綜合高中，停辦普通高中。
- 2004年8月，文書事務科調整至資料處理科。
- 2017年8月，綜合高中學制停止招生。

## 歷任校長
| 任別     | 任期              | 姓名     |          |          |
| 日治時期 | 日治時期          | 日治時期 | 日治時期 | 日治時期 |
| -------- | ----------------- | -------- | -------- | -------- |
| 暫代     | 1937年4月 －      | 土居美水 |          |          |
| 1        | 1937年5月 －      | 河合讓   |          |          |
| 2        | 1941年11月 －     | 根來泰信 |          |          |
| 戰後     |                   |          |          |          |
| 1        | 1945年 －         | 林東淦   |          |          |
| 2        | 1971年2月 －      | 劉舫秋   |          |          |
| 3        | 1980年8月 －      | 李樹萱   |          |          |
| 4        | 1985年2月 －      | 曾建順   |          |          |
| 5        | 1994年8月 －      | 陳榮華   |          |          |
| 6        | 2002年7月 －      | 張添庸   |          |          |
| 7        | 2009年7月 －      | 張輝正   |          |          |
| 8        | 2015年7月 －      | 楊文堯   |          |          |
| 9        | 2023年7月 － 現任 | 劉人誠   |          |          |

## 校訓
- 敦品勵學，發展商業

## 雄商精神
1. 勤奮力學的求知精神。
2. 敬業樂群的服務精神。
3. 開山闢地的創業精神。
4. 精誠團結的互助精神。

## 建校願景
高雄高商以培養健全之商業基層人才為目標，除注重學生人格修養及文化陶冶外，並側重：
1. 培養職業道德
2. 傳授專業知識
3. 培育因應變遷，創新進取及自我發展之能力

## 現有科系
各科詳細介紹參見高雄高商校系介紹 （页面存档备份，存于）

### 商業管理群
- 商業經營科
- 會計事務科
- 國際貿易科
- 資料處理科

### 設計群
- 廣告設計科

### 綜合高中
2017年8月停招
- 學術學程社會組
- 學術學程自然組
- 商業服務學程
- 會計事務學程
- 國際貿易學程
- 資訊應用學程
- 廣告設計學程

（綜合高中二年級會決定分組，可選職業學程或學術學程，學術學程課程與普通高中相同）
（綜合高中將於106學年度正式停招，108學年度正式結束廢除）

### 進修學校
- 資料處理科
- 商業經營科
- 廣告設計科
- 國際貿易科
- 商用資訊科（實用技能學程）